# Seine-Maritime
Seine-Maritime este un departament în nordul Franței, situat în regiunea Normandia. Este unul dintre departamentele originale ale Franței create în urma Revoluției din 1790. Este numit după râul Sena care traversează departamentul și este situat la vărsarea acestui râu în Canalul Mânecii. Denumirea inițială era Seine-Inférieure dar a fost schimbată în 1955 pentru a elimina denumirea de inferior care poate avea și sens peiorativ.

## Localități selectate

### Prefectură
- Rouen

### Sub-prefecturi
- Dieppe
- Le Havre

### Alte orașe
- Fécamp
- Le Grand-Quevilly
- Le Petit-Quevilly
- Mont-Saint-Aignan
- Saint-Étienne-du-Rouvray
- Sotteville-lès-Rouen

### Alte localități
- Jumièges

## Diviziuni administrative
- 3 arondismente;
- 69 cantoane;
- 745 comune;